# Yoka Lokole
Gli Yoka Lokole erano un gruppo musicale soukous di Kinshasa (odierna Repubblica Democratica del Congo) fondato da Papa Wemba e altri nel 1975, appartenente alla famiglia di gruppi musicali nota come Clan Langa Langa. Il nome "Yoka Lokole", in lingala, significa "ascolta il lokole"; il lokole è un tamburo tradizionale della regione del fiume Congo. I cantanti degli Yoka Lokole venivano indicati con il nome di Fania All-Stars of Zaire.

## Storia

### Origini del gruppo
Il gruppo Yoka Lokole nacque da una scissione degli Isifi Lokole. Nel novembre del 1975, Papa Wemba, Mavuela Somo e Bozi Boziana abbandonarono Isifi per via di divergenze con Evoloko Jocker. Li seguirono altri due membri del gruppo: Shora Mukoko e il percussionista Otis Koyongonda.
La nuova formazione di Papa Wemba ebbe difficoltà a emergere. Nello stesso periodo, infatti, stavano tornando alla ribalta dopo un periodo di inattività gli Zaïko Langa Langa (la formazione da cui Wemba, Somo, Boziana ed Evoloko erano fuoriusciti per fondare gli Isifi). Anche gli Isifi Lokole, ribattezzati Isifi Melodia da Evoloko, riscuotevano un buon successo di pubblico.

### Il successo
Nel marzo del 1976, la sezione vocale di Yoka Lokole (i "Fania All-Stars") si arricchì di un nuovo elemento, Mashakado Mbuta. Insieme a Mbuta, Yoka Lokole entrò in una nuova fase, iniziando a inanellare successi. Il primo fu nel giugno dello stesso anno, con il brano Matembelé Bangiì scritto da Papa Wemba, che scalò le classifiche di vendita congolesi. Poco tempo dopo si unì agli Yoka Lokole il cantante e showman Djo Issa (proveniente dagli Stukas di Lita Bembo); seguirono altri successi come Maloba Bakoko (scritta da Somo), Mabita (di Mashakado) e Lisuma Ya Zazu e Mama Walli (Papa Wemba). Il ballo Mashakado-Au-Pas, inventato dagli Yoka Lokole, divenne di gran moda, rivaleggiando alla pari con il Choquez degli Zaiko Langa Langa e il Lofimbo di Isifi Melodia. Queste tre formazioni si diedero battaglia per tutta l'estate, con una lunga serie di concerti nei principali locali di Kinshasa.

### Crisi e scissione
A dicembre, la formazione di Yoka Lokole fu scossa da una serie di dispute interne sulla direzione economica e artistica del gruppo. La situazione crollò con l'arresto e la breve detenzione in carcere di Papa Wemba (accusato di aver avuto una relazione con la figlia di un generale di Mobutu). Papa Wemba entrò in aperto conflitto con il duo Mavuela-Mashakado quando venne a sapere, mentre era in carcere, che gli Yoka Lokole erano andati in tour nel Basso Congo senza di lui. Nella polemica che ne seguì, che divise l'opinione pubblica, Mavuela e Mashakado cercarono di far valere a proprio favore le proprie origini kinois; il brano Bana Kin di Mavuela, pubblicato nel dicembre del 1976, è una chiara dichiarazione in questo senso.
Quando Papa Wemba venne rilasciato, alla fine di dicembre, il resto del gruppo si rifiutò di riaccoglierlo nella formazione. Seguì una disputa sull'uso del nome "Yoka Lokole" fra Wemba (che aveva prontamente arruolato una nuova formazione di musicisti) e Mavuela. Nel febbraio del 1977, Papa Wemba pose fine alla disputa cambiando il nome del proprio gruppo in Viva La Musica, il grido di battaglia che aveva usato nei concerti con gli Yoka Lokole.

### Il dopo Papa Wemba
Nei primi mesi del 1977, gli Yoka Lokole persero altri due membri storici, il chitarrista Syriana e il batterista Otis Koyongonda, che si unirono ai Viva La Musica di Wemba.
Al loro posto vennero reclutati il cantante Kanza (proveniente dall'orchestra Kiam), il chitarrista ritmico Sec Bidens e il batterista gabonese Baroza detto "La Gabonnia". In questo periodo il gruppo lanciò un altro ballo di successo, il Mékroumé. Per circa tre mesi venne a mancare anche Mbuta, che era partito per suonare con Tabu Ley Rochereau al Festival Internazionale di Lagos, in Nigeria. A quel concerto suonarono con Mbuta anche diversi membri degli Zaïko Langa Langa, come Manuaku Waku, N'Yoka Longo e Likinga Redo.
Nel frattempo, Viva La Musica iniziò a riscuotere un successo travolgente, che mise in ombra tutti i grandi gruppi congolesi, con le sole eccezioni degli OK Jazz e degli Africa di Rochereau. Il conseguente declino del consenso del pubblico nei confronti degli Yoka Lokole fu attribuito da parte della stampa anche al disprezzo che Mavuela e Mashakado avevano ostentato per i mowuta (i "non kinois") all'epoca del dissidio con Papa Wemba. Fra gli ultimi successi degli Yoka Lokole ci fu Mandolina (febbraio 1977). Il gruppo era comunque chiaramente in declino, e il primo ad abbandonare fu Bozi Boziana, che per qualche tempo lavorò in un nzong-zing (ovvero un progetto non legato a nessuna orchestra) insieme a Efonge Gina, per poi confluire negli Zaiko Langa Langa a giugno.
Nel maggio del 1977 Mashakado rientrò finalmente dalla Nigeria, trovando gli Yoka Lokole in un momento di forte crisi. In agosto, decise di raggiungere Boziana entrando anche lui nella nuova formazione degli Zaiko Langa Langa.

### Gli ultimi successi
La defezione di Boziana e Mashakado lasciò Mavuela Somo come leader incontrastato degli Yoka Lokole. Reclutati una serie di nuovi musicisti (tra cui il chitarrista Packi Lutula dei Tabu National, il cantante Fabrice Fanfan, Shimita Lukombo El Diego, Lifelo Moto Moto e i fratelli Fataki), Mavuela riuscì a produrre alcuni nuovi brani di discreto successo, come Testament (dicembre 1977) e Tubela (luglio 1978). Gli Yoka Lokole riuscirono persino a lanciare un nuovo ballo, chiamato Skylab. Nel dicembre del 1978 fu però lo stesso Mavuela ad abbandonare il gruppo per intraprendere la carriera solista nel Gabon. Il chitarrista Sec Bidens divenne il nuovo direttore del gruppo, che però sparì gradualmente dalla scena.